# A Tuilériák kertje (Pissarro festményei)
A Tuilériák kertje egy tavaszi reggelen című képét Camille Pissarro, francia impresszionista festő 1899-ben festette.
Pissarro a 19. század kilencvenes éveiben egyre inkább Párizs felé fordult művészetével. A város jellegzetes részeit igyekezett különböző év- és napszakokban is megfesteni, és ennek során jó lehetősége nyílt alkalmazni a fények, hangulatok megörökítésére kialakított nagyszerű technikáit.
Képeivel ebben az időben már számos sikert aratott, így volt lehetősége arra, hogy a jó párizsi látképek érdekében megfelelő kilátással rendelkező szállodába vagy bérlakásba költözzön.
1899 első felében egy nagy lakást bérelt Párizsban, a Rue de Rivoli 204. szám alatt, ahonnan kitűnő kilátás nyílt a Tuilériák kertjére. Nyolc képet festett itt a parkról, amelyek közül haton a Szent Klotild templom tornyai emelik ki az égbolt tágasságát.
A Tuilériák kertjéről készült képei, amelyek közül az itt bemutatott három a New York-i Metropolitan múzeumban látható, mind más évszakban, más időjárási körülmények között ábrázolják a parkot és az ott közlekedő, sétáló, időző párizsiakat.
A képek sikere nyomán a művész a következő évben újra kibérelte ugyanezt a lakást és még további 14 képet festett az ablakából elé táruló kilátásról.

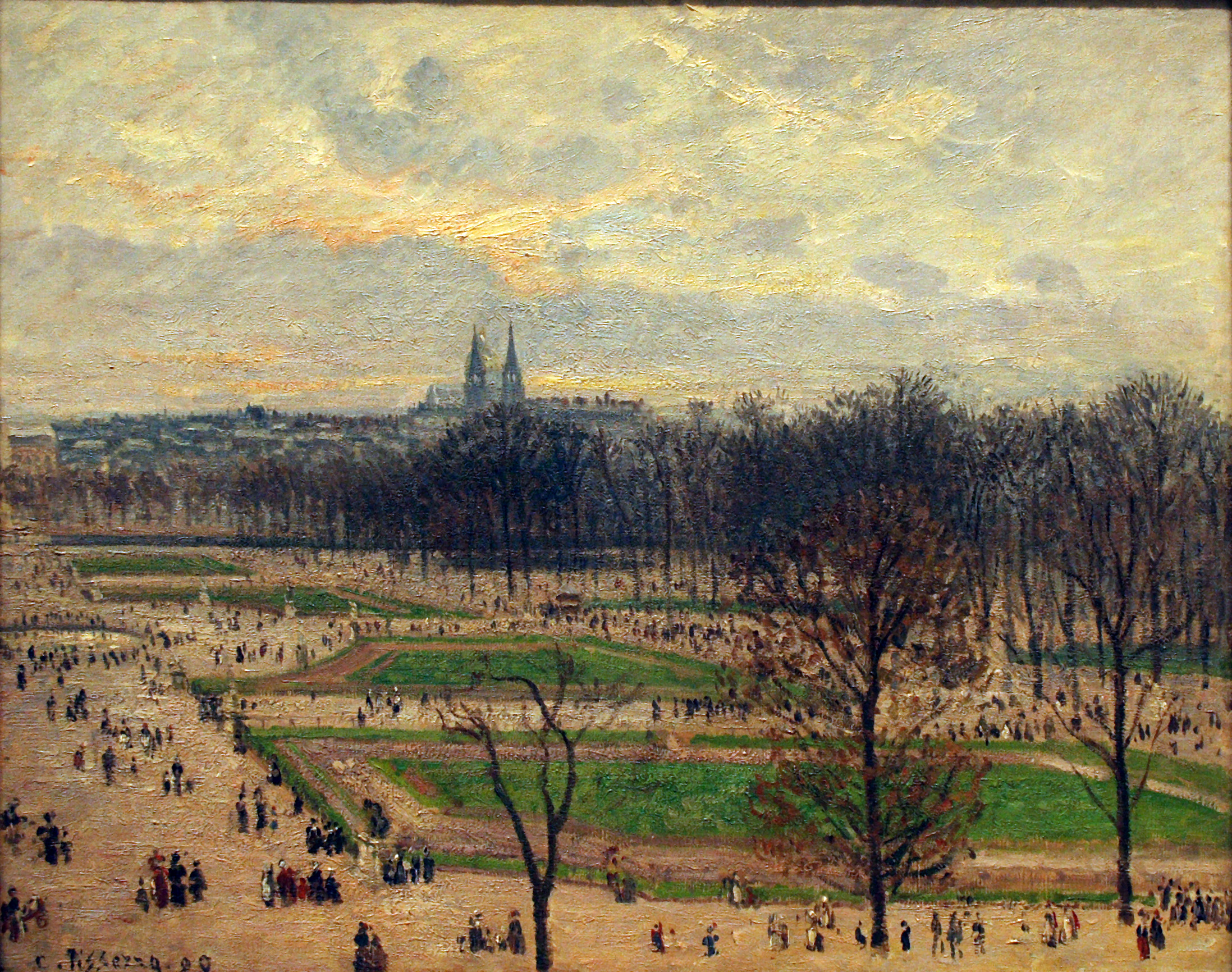
Téli kép
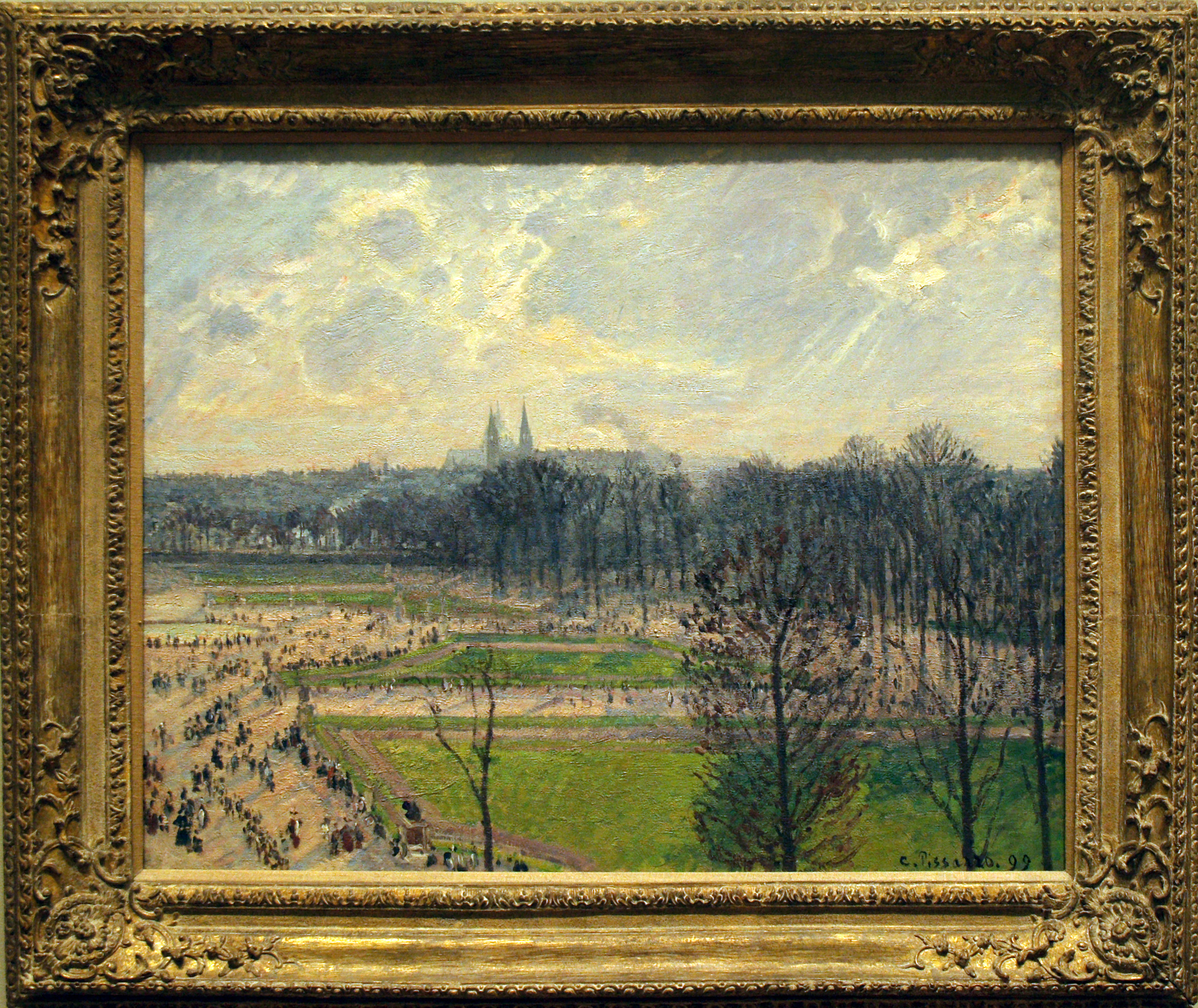
Téli délután